# Zabytki w Milanówku
Zabytki Milanówka – to kilkaset willi i domów letniskowych powstałych na przełomie XIX i XX w.
Wille powstawały w największej liczbie w latach 1900-1930. Architektami wielu z nich byli znani przedwojenni projektanci m.in. Jan Heurich (willa Matulinek), Oskar Sosnowski (willa Sulima), Czesław Przybylski i Zdzisław Kalinowski (Mironówka, Halina), Władysław Kozłowski i Apoloniusz Nieniewski (willa Borówka), Piotr Janicki (willa Ostromir), Józef Sosnowski (willa Polanka i Sosnowica) i Bohdan Pniewski (Willa Jankota/Janrata).
Styl architektoniczny Milanówka można określić jako tradycyjny historyzm i odmiany stylu narodowego. Mało obecna jest architektura drewniana i „zakopiańska”, a jeżeli to w formie drewnianych rzeźbionych werand, często wielokondygnacyjnych.
Kościół parafialny pw. św. Jadwigi Śląskiej powstał w latach 1910-1912 a wśród autorów wykończenia kościoła znalazł się malarz Piotr Hipolit Krasnodębski. Uwagę zwraca kilka przedwojennych witraży okiennych utrzymanych w stylu secesji.
Większość obszaru przedwojennego Milanówka wpisana jest do krajowego rejestru zabytków jako „zespół urbanistyczno-krajobrazowy” – liczy on około 400 willi i budynków o wartościach historycznych. 25 zabytków wpisanych jest do rejestru pod osobnymi numerami:

## Wykaz zabytków
| nr ew. gminnej | nazwa                                                                       | adres                                                    | rok budowy        | nr. rej. WKZ    | data wpisu                | współrzędne                               |
| -------------- | --------------------------------------------------------------------------- | -------------------------------------------------------- | ----------------- | --------------- | ------------------------- | ----------------------------------------- |
| 1.             | zespół urbanistyczno-krajobrazowy miasta                                    | ponad 300 willi z terenu całego miasta                   | 1896 – 1945       | nr rej.: 1319-A | 8 stycznia 1988(dts)      |                                           |
| 2.             | kościół pw. św. Jadwigi                                                     | ul. Kościuszki 41                                        | 1910-1912         | nr rej.: 1188-A | 13 sierpnia 1981(dts)     | 52°07′34″N 20°39′47″E/52,126111 20,663056 |
| 3.             | kwatera żołnierska 1939-1945                                                | cmentarz parafialny ul. Wojska Polskiego                 | 1939-1945         | nr rej.: 1340   | 27 grudnia 1988(dts)      | 52°08′12″N 20°38′51″E/52,136667 20,647500 |
| 4.             | willa z ogrodem                                                             | ul. Brwinowska 14                                        | ok. 1920          | nr rej.: 1491-A | 28 maja 1991(dts)         | 52°07′26″N 20°41′55″E/52,123889 20,698611 |
| 5.             | willa Hygea z ogrodem                                                       | ul. Graniczna 35                                         | 1910              | nr rej.: 928 A  | 16 października 1978(dts) | 52°07′17″N 20°40′27″E/52,121389 20,674167 |
| 6.             | zespół willowy: willa Romin, budynek gospodarczy, ogród                     | ul. Jadwigi 8                                            | 1928              | nr rej.: 1438-A | 9 lipca 1990(dts)         | 52°07′37″N 20°39′35″E/52,126944 20,659722 |
| 7.             | willa Starodrzew z parkiem                                                  | ul. Kaprys 2/4,                                          | 1 ćwierć XX wieku | nr rej.: 1592-A | 12 czerwca 1995(dts)      | 52°07′45″N 20°40′35″E/52,129167 20,676389 |
| 8.             | willa Borówka z ogrodem                                                     | ul. Kościelna 4 / Królowej Jadwigi 1                     | 1904              | nr rej.: 931 A  | 21 października 1978(dts) | 52°07′32″N 20°39′42″E/52,125556 20,661667 |
| 9.             | willa z ogrodem                                                             | ul. Kościuszki 61                                        | ok. 1926          | nr rej.: 1527-A | 30 grudnia 1992(dts)      | 52°07′59″N 20°39′30″E/52,133056 20,658333 |
| 10.            | willa Leontynówka z ogrodem                                                 | ul. Krakowska 13                                         | 1910              | nr rej.: 929 A  | 18 października 1978(dts) |                                           |
| 11.            | willa Potęga z ogrodem                                                      | ul. Królewska 5                                          | 1909              | nr rej.: 930 A  | 21 października 1978(dts) | 52°07′16″N 20°40′47″E/52,121111 20,679722 |
| 12.            | willa z ogrodem                                                             | ul. Piłsudskiego 12 (w wykazie dawna nazwa ul. 22 lipca) | 1913              | nr rej.: 1193 A | 20 sierpnia 1981(dts)     |                                           |
| 13.            | willa Emanów z ogrodem                                                      | ul. Mickiewicza 4                                        | 1912              | nr rej.: 932 A  | 21 października 1978(dts) |                                           |
| 14.            | willa Matulinek z ogrodem                                                   | ul. Mickiewicza 8/10                                     | pocz. XX wieku    | nr rej.: 1190 A | 13 sierpnia 1981(dts)     |                                           |
| 15.            | willa Irena z ogrodem                                                       | ul. Mickiewicza 12                                       | 1907              | nr rej.: 1485-A | 27 maja 1991(dts)         |                                           |
| 16.            | willa Lidia                                                                 | ul. Piasta 10 B                                          | 1911-22           | nr rej.: A-757  | 20 sierpnia 2007(dts)     |                                           |
| 17.            | willa Józefina z ogrodem                                                    | ul. Piasta 13                                            | 1905              | nr rej.: 1191-A | 13 sierpnia 1981(dts)     |                                           |
| 18.            | pensjonat, obecnie dom mieszkalny                                           | ul. Piłsudskiego 31                                      | 1896              | nr rej.: 1531-A | 29 września 1992(dts)     |                                           |
| 19.            | willa Maćkowa z ogrodem                                                     | ul. Podgórna 18                                          | 1920              | nr rej.: 1192-A | 13 sierpnia 1981(dts)     |                                           |
| 20.            | willa Ostromir z ogrodem (zw. Pod Góralem)                                  | ul. Sienkiewicza 5                                       |                   | nr rej.: 933-A  | 26 października 1978(dts) |                                           |
| 21.            | willa Zacisze z ogrodem                                                     | ul. Słowackiego 6                                        | 1932              | nr rej.: 934-A  | 26 października 1978(dts) |                                           |
| 22.            | willa "Dalmacja" z ogrodem                                                  | ul. Spacerowa 16                                         | ok. 1934          | nr rej.: 1487-A | 27 maja 1991(dts)         |                                           |
| 23.            | willa „Waleria”                                                             | ul. Spacerowa 22                                         | 1912, 1920        | nr rej.: 1202   | 4 grudnia 1982(dts)       |                                           |
| 24.            | willa z ogrodem                                                             | ul. Warszawska 11                                        | ok. 1925          | nr rej.: 1403-A | 6 grudnia 1989(dts)       |                                           |
| 25.            | willa Sosnowica                                                             | ul. Wielki Kąt 2                                         | 1935              | nr rej.: 935 A  | 26 października 1978(dts) |                                           |
| 26.            | zespół willowy Turczynek: willa I, willa II, park leśny, budynki mieszkalne | Turczynek, Brwinowska 2, 4/8, 4, 6, 8                    | 1904              | nr rej.: 1181-A | 11 czerwca 1981(dts)      |                                           |
| 27.            | Willa Jolancin                                                              | Charci Skok 6                                            | po 1923           | nr rej.: A-1318 | 24 sierpnia 2015(dts)     | 52°07′35″N 20°40′25″E/52,126389 20,673611 |

## Pozostałe budynki i wille zabytkowe
(zbiorczy numer ewidencji 1319-A):
- Charci Skok 1, 2, 3
- Chopina 2A
- Chrzanowska 3,4, 8
- Dębowa 1, 3, 5, 6
- Długa 3, 5, 10A, 15, 17, 17A, 22, 23, 25, 26, 32, 33,44
- Fiderkiewicza 1, 3, 6, 11, 11A, 12A, 16, 17/19, 26
- Głowackiego 19, 27, 29
- Górnoleśna 11A
- Grabowa 3,4 bud. gosp.3, 4,5
- Graniczna 7, 9A, 11B, 15, 18, 19, 20A, 23, 28, 32, 33, 34, 37
- Grodeckiego 3, 5, 8, 24/26
- Grudowska 9, 12 (willa „Perełka”), 15, 16, 17, 19
- Kościelna 1, 3, 5
- Kościuszki 38, 42, 45, 48, 57, 60, 62, 63, 65, 66, 67, 68, 70
- Krakowska 6, 15A-bud.gos., 19, 20A-oficyna, 22
- Krasińskiego 1, domek dozorcy 1, 4, 8, 14, 20, 24, 49A
- Królewska 71, 73, 75, 77/79, 83, 91, 100, 109
- Królowej Jadwigi 5+bud.gos., 2, 11, 15, 16, 21, 23
- Krótka 4
- Krzywa 6, 10
- Leśna 2, 3, oficyna 3A, 4, 5, 9
- Leśny Ślad 1
- Letnicza 2, bud,gosp, 2A, 3, 5
- Literacka 3, 4/6 altana, 6, 11, 12A, 20, 22, 24, 26, 28, 30
- Ludna 7, domek dozorcy-7,
- Marszałkowska 1, 5, 11, 15, 18
- Mickiewicza 4, 10, 11, 12,13
- Niecała 2, 4
- Nowowiejska 2
- Okopy Górne 3, 8, 9
- Okólna 8A, 10, 11, 14, 16, 20, 22, 29, 29A
- Orzeszkowej 2,3,4, 5-domek dozorcy, 6 - altana
- Parkowa 8, 8A - oficynka
- Pasieczna 3, 4, 6, 8
- Piasta 12, 15, 16, 17, 18
- Piłsudskiego 8, 12 (willa „Zosinek”), 12A, 13, 20, 21, 22, 24, 26, 28, 30, 30A, 33
- Podgórna 21, 23, 24, 26, 26-d.bud.gos., 31, 37, 66, 66-lamus, 70, 72, 84, 92
- Podwiejska 3, 4, 5, 9
- Prosta 2, 7, 16, 17, 18, 23, 25
- Sienkiewicza 6, 7, 8, 9
- Skargi Piotra 1/1A, 3, 5, 6, 8 (2 wille)
- Słowackiego 1, 2, 3, 4A, 5, 8, 8-dom ogrodnika, 11, 11A, 14, 16, 17, 18, 19
- Sosnowa 13, 16 25, domek letni-25
- Spacerowa 3 (willa „Bożenka”)
- Starodęby 5
- Warszawska 1A, 3, 11, 14, 15, 21, 25, 28, 28A, 32, 35, 35A, 39B, 41, 43, 52
- Wielki Kąt 6, 11
- Wigury 1,3
- Wojska Polskiego 12, 17, 19, 25, 31, 59, 73
- Wójtowska 4, 6, 8
- Wspólna 4, 8, 10, 16, 25
- Zachodnia 2, 6, 8, 10, 12, 14, 16, 22
- Zaciszna 6, 10 (willa „Banczewianka”), 12, 14
- Zawąska 6, 8
- Żabie Oczko 1, domek dozorcy - 1
- Żwirki 2, 40